# ارلا بریدی
اُرلا برِیدی (انگلیسی: Orla Brady؛ زادهٔ ۱۹۶۱ میلادی) یک هنرپیشه اهل ایرلند است. وی از سال ۱۹۹۱ میلادی تاکنون مشغول فعالیت بوده‌است.
از فیلم‌ها یا برنامه‌های تلویزیونی که وی در آن نقش داشته‌است می‌توان به بلندی‌های بادگیر، دفاع لوژین و ادیسه آمریکایی اشاره کرد.